# Jocs Mediterranis de 2018
Els XVIII Jocs Mediterranis, coneguts normalment com a Jocs Mediterranis de Tarragona 2018, es van celebrar entre 22 de juny i l'1 de juliol de 2018 a la ciutat catalana de Tarragona, barri de Campclar. La decisió es va anunciar el 15 d'octubre de 2011 a la ciutat turca de Mersin, on s'havia reunit el Comitè Internacional dels Jocs Mediterranis (COI), després dels Jocs del Mediterrani de 2013.
Els Jocs Mediterranis són una competició de caràcter poliesportiu que s'organitza en el marc del moviment olímpic i amb el reconeixement del Comitè Olímpic Internacional (COI). Estan classificats dins dels anomenats Jocs Regionals i els conformen els països que envolten el mar Mediterrani. Se celebren cada quatre anys. La primera edició va tenir lloc l'any 1951 a Alexandria, Egipte, de la mà de Mohamed Taher Pacha i des d'aleshores s'han organitzat 17 edicions dels Jocs. L'any 1955 es van celebrar a Barcelona. Tarragona és la ciutat més petita que mai ha organitzat uns Jocs Mediterranis.

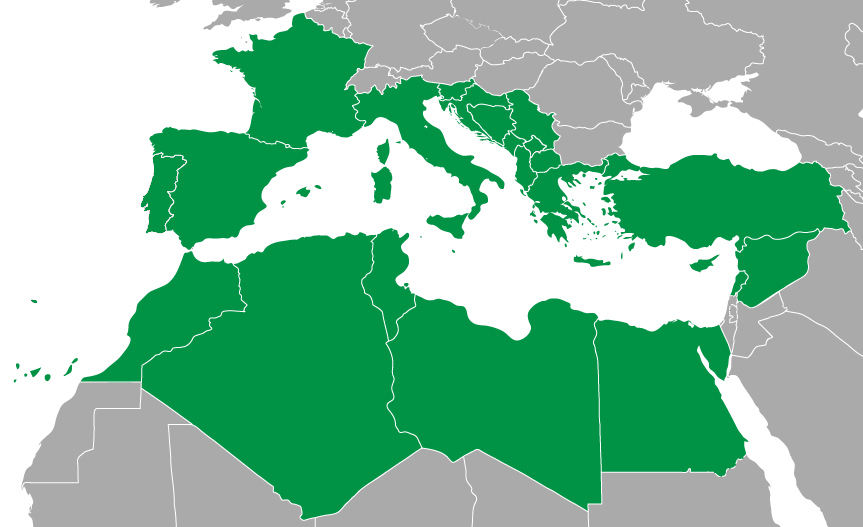
Estats participants

## Història

### Candidatures
- Alexandria, Egipte[4] – Alexandria va acollir els Jocs Mediterranis de 1951 (els primers de la història) i planejava construir una nova vil·la olímpica a Burg al-Arab.

- Tarragona, Catalunya[5] – Sota el lema "Història fent història", Tarragona es volia emportar els Jocs a Catalunya per segon cop després que Barcelona organitzés els Jocs de 1955.

- Trípoli, Líbia va confirmar la candidatura de la seva capital l'Abril de 2010. La candidatura va seguir endavant, tot i la guerra civil de Líbia.[6]

- Rijeka, Croàcia va haver-se de retirar per la manca de suport financer del govern.[7]

| Ciutat     | CIJM      | Ronda 1     | Ronda 2  |
| Tarragona  | Catalunya | CLASSIFICAT | 36       |
| Alexandria | Egipte    | CLASSIFICAT | 34       |
| Trípoli    | Líbia     | ELIMINADA   | -        |
| Rijeka     | Croàcia   | RETIRADA    | RETIRADA |

- Orà i Annaba, Algèria van mostrar interès per participar però el CIJM va desestimar totes dues candidatures.

- Elx, País Valencià també va mostrar interès per participar però mai ho va fer oficial.

- Mersin, Turquia va fer oficial la seva candidatura però finalment la va retirar en aconseguir ser la seu dels Jocs del Mediterrani de 2013.

### La candidatura
Va ser l'any 2007 quan el govern de l'Ajuntament de Tarragona va prendre la decisió d'optar a l'organització dels Jocs Mediterranis. La proposta va ser aprovada i recolzada pel Ple de l'Ajuntament de Tarragona, el Comitè Olímpic Espanyol, el Consell de Govern de la Generalitat de Catalunya, el Parlament de Catalunya, les dues cambres de representació política de l'Estat espanyol, el Senat, el Congrés dels Diputats i el Consell de Ministres del Govern espanyol.
Durant els anys de preparació de la candidatura s'hi van adherir més de 37 municipis.
Finalment, no va ser fins al 15 d'octubre de 2011 quan en sessió del Comitè Internacional dels Jocs Mediterranis (CIJM) a Mersin, Tarragona va ser escollida com a seu dels XVIII Jocs Mediterranis del 2017. Tarragona passa el relleu a la ciutat algeriana Orà per a la celebració dels XIX Jocs Mediterranis de 2021.

### Estats participants
La participació en uns Jocs Mediterranis s'estableix a través dels comitès olímpics de cadascun dels països membres que conformen el Comitè Internacional dels Jocs Mediterranis (CIJM).
En la XVIII edició dels Jocs Mediterranis, hi participen oficialment 4.000 esportistes de vint-i-sis països/estats a 33 disciplines esportives. A la taula per sota són els 26 estats corresponents:

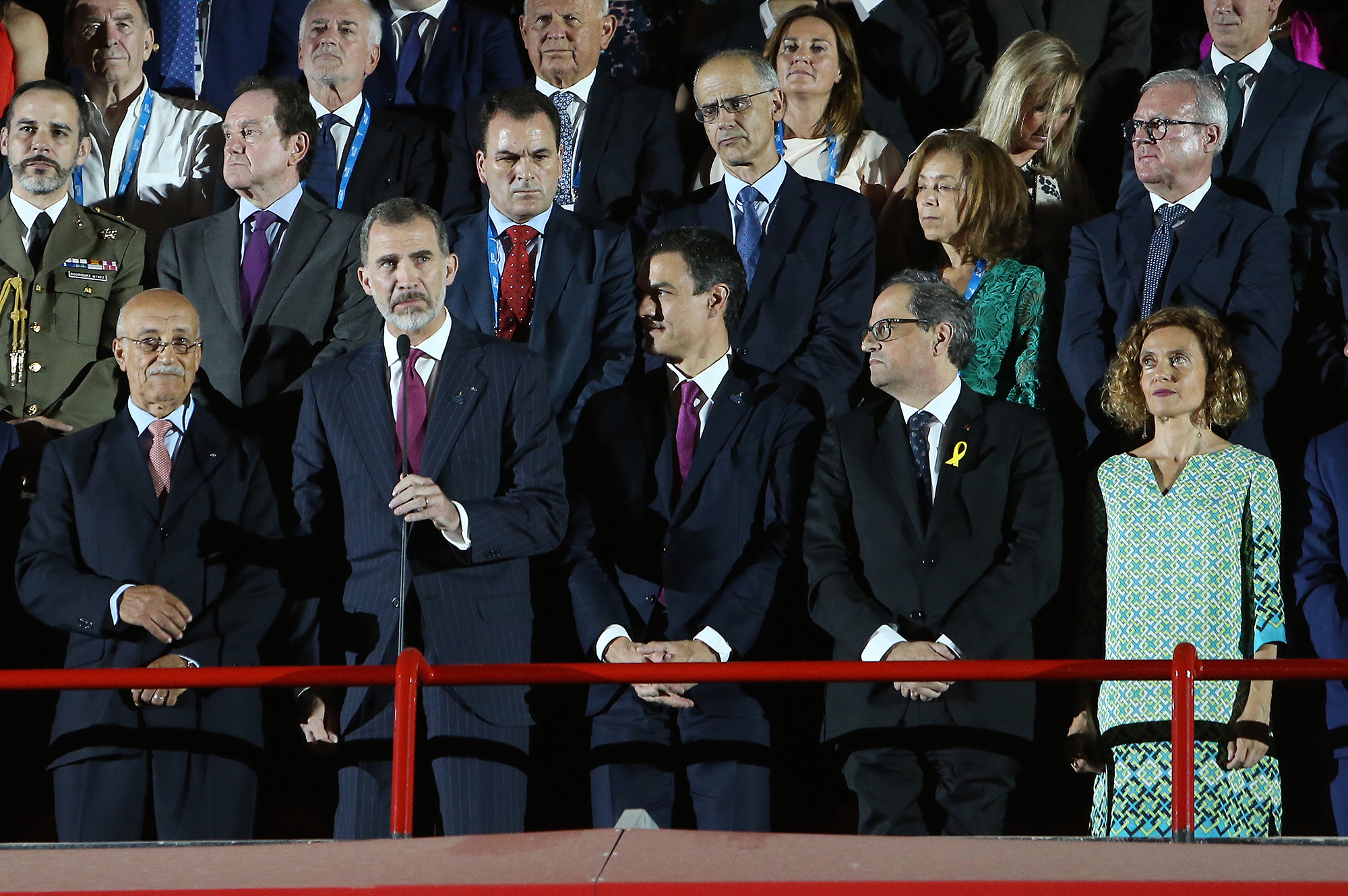
Inauguració dels jocs de 2018 (d'esquerra a dreta): Amar Addadi (president del Comitè Internacional dels Jocs Mediterranis), Felip VI (rei d'Espanya), Pedro Sánchez (president del Govern d'Espanya), Quim Torra (president de la Generalitat) i Meritxell Batet (ministra de Política Territorial i Funció Pública).

| Àfrica  | Àsia    | Europa               |
| ------- | ------- | -------------------- |
| Algèria | Líban   | Albània              |
| Egipte  | Síria   | Andorra              |
| Líbia   | Turquia | Bòsnia i Hercegovina |
| Marroc  | Xipre   | Croàcia              |
| Tunísia |         | Eslovènia            |
|         |         | Espanya              |
|         |         | França               |
|         |         | Grècia               |
|         |         | Itàlia               |
|         |         | Kosovo               |
|         |         | Macedònia del Nord   |
|         |         | Malta                |
|         |         | Mònaco               |
|         |         | Montenegro           |
|         |         | Portugal             |
|         |         | San Marino           |
|         |         | Sèrbia               |

### Ajornament a 2018
A 4 de novembre de 2016 el Comitè Internacional dels Jocs Mediterranis va confirmar que els Jocs de Tarragona s'ajornarien a 2018, a causa dels problemes econòmics per tirar-los endavant. Així, la falta de suport del Govern Espanyol durant els últims anys es va concretar en la impossibilitat de disposar de les instal·lacions en el termini previst. En total es va estimar en 9 milions d'euros l'import pendent d'aportar que haurien fet possible els Jocs. Previsiblement les dates de celebració dels jocs serien del 22 de juny a l'1 de juliol de 2018.

## Previsió
Els Jocs Mediterranis Tarragona 2018 se celebraran del 22 de juny a l'1 de juliol de 2018 en 16 municipis seu: Altafulla, Barcelona, Calafell, Cambrils, Castelldefels, Constantí, El Morell, El Vendrell, Pobla de Mafumet, Reus, Salou, Selva del Camp, Tarragona, Torredembarra, Valls i Vila-seca.
En total es realitzaran 36 disciplines esportives i més de 200 proves repartides entre els 16 municipis seu:
| Tarragona           | Atletisme, Bàsquet, Futbol, Golf, Natació, Tennis, Tir amb arc, Voleibol, Waterpolo, Esquí aquàtic, Petanca, Botxes, Tir. |
| Altafulla           | Triatló. |
| Barcelona           | Hípica |
| Calafell            | Futbol. |
| Cambrils            | Judo, Karate. |
| Castelldefels       | Rem, Piragüisme. |
| Constantí           | Halterofília. |
| El Morell           | Bàdminton. |
| El Vendrell         | Handbol. |
| La Pobla de Mafumet | Futbol. |
| La Selva del Camp   | Esgrima. |
| Reus                | Handbol, Futbol, Gimnàstica rítmica, Gimnàstica artística                                                                 |
| Salou               | Vela, Taekwondo. |
| Torredembarra       | Boxa. |
| Valls               | Bàsquet, Tennis taula. |
| Vila-seca           | Lluita, Ciclisme. |

### Impacte
Els Jocs en els deu dies de competició portaran a Tarragona i el seu territori:
- 4.000 esportistes de 24 nacionalitats diferents.
- 1.000 jutges i representants de les federacions internacionals i Comitè Internacional dels Jocs.
- 1.000 periodistes.
- 3.500 voluntaris per cobrir les necessitats d'organització.
- Més de 150.000 espectadors.

### Voluntaris
Està previst que els Jocs Mediterranis Tarragona 2018 requereixin la col·laboració d'un total d'uns 3.500 voluntaris. El 23 d'abril del 2012, coincidint amb la diada de Sant Jordi, es va iniciar el procés de captació de voluntaris a través d'un qüestionari a la pàgina web dels Jocs. A mitjans de l'any 2014, és a dir, en poc més d'un any des de l'obertura de la borsa de voluntariat, Tarragona 2018 ja compta amb l'elevada xifra de més de 2.300 voluntaris. Durant el procés d'inscripció a la borsa, el voluntari pot escollir les seves preferències de col·laboració entre les grans 11 àrees de participació voluntària definides pel Comitè Organitzador: atenció al públic, acreditacions, allotjament, tècnic esportiu, màrqueting i promoció, premsa i comunicació, protocol i cerimònies, serveis sanitaris, suport al voluntari, transports i tecnologia.

### L'Anella Mediterrània

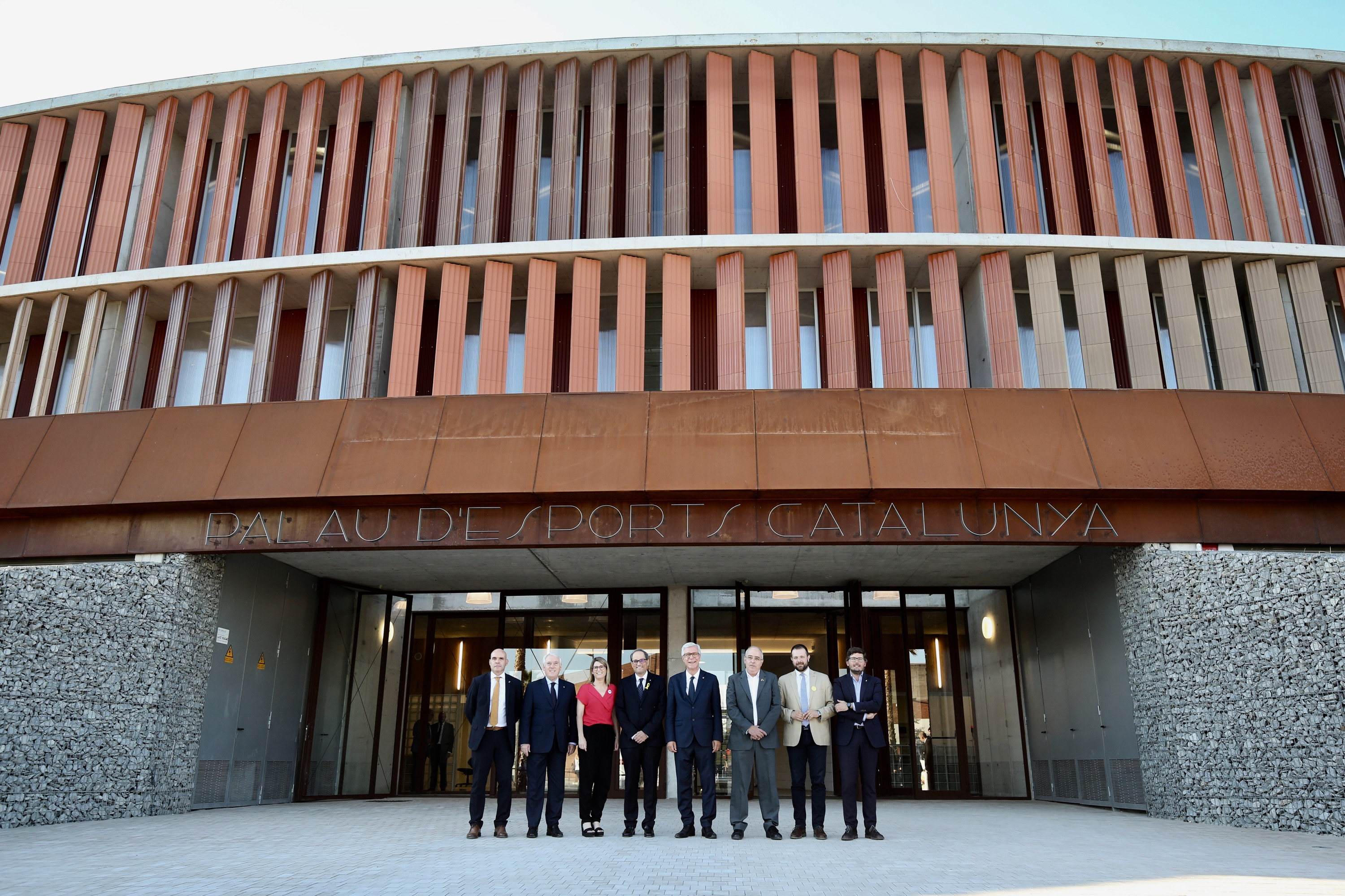
Inauguració del Palau d'Esports Catalunya, construït per als Jocs del Mediterrani a Tarragona.

L'Anella Mediterrània, un dels epicentres dels Jocs, estarà situada al barri de Campclar i acollirà les cerimònies d'inauguració i clausura. Per fer-ho possible, es contempla una reforma de les instal·lacions esportives existents a la zona i la construcció d'un Palau d'Esports per a capacitat de 5.000 espectadors, una piscina olímpica de 50 metres descoberta (construïda a partir de la piscina de 25 metres actual) i un estadi d'atletisme provisional amb capacitat per uns 15.000 espectadors, el qual està previst que aculli les cerimònies d'inauguració i clausura dels Jocs. També està previst remodelar el velòdrom actual i la pista d'atletisme ja existent, la qual es convertirà en l'espai d'entrenament i escalfament per esportistes. Finalment es realitzarà també una ordenació general de la zona de Campclar per delimitar les zones d'esportistes i espectadors i oferir uns serveis òptims a tots ells.

### L'Anella després dels Jocs
El projecte també preveu quin serà l'ús de les instal·lacions de l'Anella un cop finalitzats els Jocs. D'una banda, les grades de l'estadi d'atletisme es desmuntaran per convertir la instal·lació en un camp de rugbi que mantindrà els vestidors i l'espai suficient per tornar a ampliar la seva capacitat en el cas que s'hagués d'acollir alguna nova competició. De l'altra, les grades de la piscina de 50 metres (amb capacitat per uns 3.000 espectadors) també es desmuntaran per tal de cobrir la instal·lació i disposar d'una piscina coberta després dels Jocs.

## Esports
| ● | Cerimònia d'obertura | ● | Competició | ● | Finals | ● | Cerimònia de clausura |

|                      | Juny/Juliol  |             |             |            |            |             |           |              |             |            |
| Esport               | Divendres 22 | Dissabte 23 | Diumenge 24 | Dilluns 25 | Dimarts 26 | Dimecres 27 | Dijous 28 | Divendres 29 | Dissabte 30 | Diumenge 1 |
| Cerimònies           | ●            |             |             |            |            |             |           |              |             | ●          |
| Atletisme            |              |             |             |            |            | 5           | 7         | 11           | 13          |            |
| Bàdminton            |              | ●           | ●           | 2          | 2          |             |           |              |             |            |
| Bàsquet 3x3          |              |             |             |            |            | ●           | ●         | 2            |             |            |
| Boxa                 |              |             |             | ●          | ●          | ●           | ●         | ●            | 10          |            |
| Ciclisme             |              |             |             |            |            | 2           |           |              | 2           |            |
| Esgrima              |              |             | 3           | 3          |            |             |           |              |             |            |
| Esquí aquàtic        |              | ●           | 2           |            |            |             |           |              |             |            |
| Futbol               | ●            | ●           | ●           | ●          | ●          | ●           | ●         | ●            | 1           |            |
| Gimnàstica artística |              | 1           | 1           | 2          | 10         |             |           |              |             |            |
| Gimnàstica rítmica   |              |             |             |            |            |             |           | ●            | 1           |            |
| Golf                 |              |             |             | ●          | ●          | ●           | 4         |              |             |            |
| Halterofília         |              | 3           | 3           | 2          | 3          | 2           |           |              |             |            |
| Handbol              |              | ●           | ●           | ●          | ●          | ●           | ●         | ●            | 1           | 1          |
| Hípica               |              |             |             |            |            | 1           |           | 1            |             |            |
| Judo                 |              |             |             |            |            | 5           | 5         | 4            |             |            |
| Karate               |              | 7           | 3           |            |            |             |           |              |             |            |
| Lluita               |              |             | 2           | 3          | 2          | 3           | 5         |              |             |            |
| Natació              |              | 14          | 13          | 14         |            |             |           |              |             |            |
| Petanca              |              |             |             |            |            |             | ●         | 6            | 6           |            |
| Piragüisme           |              | ●           | 5           |            |            |             |           |              |             |            |
| Rem                  |              |             |             |            |            |             | ●         | ●            | 7           |            |
| Taekwondo            |              |             |             |            |            |             | 3         | 3            | 2           |            |
| Tennis               |              |             |             |            | ●          | ●           | ●         | 2            | 2           |            |
| Tennis de taula      |              |             |             |            | ●          | ●           | 2         | ●            | 2           |            |
| Tir                  |              | 2           | 4           |            |            |             |           |              |             |            |
| Tir amb arc          | ●            | 2           | 2           |            |            |             |           |              |             |            |
| Triatló              |              | 2           |             |            |            |             |           |              |             |            |
| Vela                 |              | ●           | ●           | ●          | ●          | ●           | ●         | 4            |             |            |
| Volei                | ●            | ●           | ●           | ●          | ●          | ●           | ●         | ●            | ●           | 2          |
| Volei platja         |              |             |             |            |            |             | ●         | ●            | 2           |            |
| Waterpolo            |              |             |             |            |            | ●           | ●         | ●            | ●           | 1          |

## Medaller
| Posició | País                 | Or | Plata | Bronze | Total |
| 1       | Itàlia               | 56 | 55    | 45     | 156   |
| 2       | Espanya              | 38 | 40    | 44     | 122   |
| 3       | Turquia              | 31 | 25    | 39     | 95    |
| 4       | França               | 28 | 31    | 40     | 99    |
| 5       | Egipte               | 18 | 11    | 16     | 45    |
| 6       | Grècia               | 12 | 14    | 21     | 47    |
| 7       | Sèrbia               | 12 | 11    | 9      | 32    |
| 8       | Marroc               | 10 | 7     | 7      | 24    |
| 9       | Croàcia              | 9  | 5     | 3      | 17    |
| 10      | Tunísia              | 6  | 13    | 13     | 32    |
| 11      | Eslovènia            | 4  | 9     | 23     | 36    |
| 12      | Xipre                | 4  | 2     | 2      | 8     |
| 13      | Portugal             | 3  | 8     | 13     | 24    |
| 14      | Kosovo               | 3  | 1     | -      | 4     |
| 15      | Algèria              | 2  | 4     | 7      | 13    |
| 16      | Síria                | 2  | 2     | 3      | 7     |
| 17      | Macedònia del Nord   | 2  | 1     | 3      | 6     |
| 18      | San Marino           | 2  | -     | -      | 2     |
| 19      | Bòsnia i Hercegovina | 1  | 1     | 3      | 5     |
| 20      | Albània              | 1  | 1     | -      | 2     |
| 21      | Montenegro           | -  | 2     | 2      | 4     |
| 22      | Mònaco               | -  | 2     | -      | 2     |
| 23      | Líban                | -  | 1     | -      | 1     |
| 24      | Malta                | -  | -     | 1      | 1     |
| 25      | Andorra              | -  | -     | -      | -     |
| 25      | Líbia                | -  | -     | -      | -     |